# Janusz Wedow
Janusz Wedow, właśc. Jan Jerzy Wedow (ur. 29 stycznia 1920, zm. 28 maja 1982 w Monachium) – polski poeta, więzień obozu w Kozielsku, pracownik Rozgłośni Polska Radia Wolna Europa

## Życiorys
Po wybuchu II wojny światowej, w czasie kampanii wrześniowej był przydzielony do 2 pułku Ułanów Grochowskich, w stopniu kaprala podchorążego. Po agresji ZSRR na Polskę został aresztowany w Grodnie przez Sowietów. Był przetrzymywany w obozie w Kozielsku. W 1940 przeniesiony do obozu jenieckiego NKWD w Griazowcu. Na mocy układu Sikorski-Majski z 30 lipca 1941 odzyskał wolność, po czym wstąpił do formowanej Armii Polskiej w ZSRR gen. Władysława Andersa. Służył w 2 Korpusie Polskim.
Od 1952 był pracownikiem monachijskiego oddziału rozgłośni polskiej Głosu Ameryki, a po jego likwidacji został w 1960 zatrudniony w Rozgłośni Polskiej Radia Wolna Europa, gdzie był m.in. kierownikiem działu realizacji programu. W latach 70. należał do redakcji pisma „Nowy Dziennik”.
Opublikował tomy wierszy W drodze do ojczyzny. Wiersze wybrane (1942), Wracające żagle (1944), Czterolistna koniczyna (1957)